# FK Zeleni zmajevi Bugojno
FK Zeleni zmajevi su bivši bosanskohercegovački nogometni klub iz Bugojna.

## Povijest
Klub je osnovan 1990-ih. Natjecali su se u niželigaškim natjecanjima koje je organizirao NS BIH na područjima pod bošnjačkom kontrolom. U sezoni 1997./98. igrali su u Drugoj ligi Centar i završili na 4. mjestu. Sljedeće sezone igrali u istoj ligi koja je tada bila treći rang natjecanja.